# Zjanna Jorkina
Zjanna Dmitrijevna Jorkina (ryska: Жанна Дмитриевна Ёркина), född 6 maj 1939, död 25 maj 2015 var en rysk sovjetisk kosmonaut. I december 1961 godkände sovjetregeringen valet av kvinnor till kosmonaututbildning, med den uttalade avsikten att säkerställa att den första kvinnan i rymden var en sovjetisk medborgare.

## Biografi
Jorkina var major i ryska flygvapnets reserv med examen från Zhukovsky militärtekniska akademi 1969. Hon hade tidigare examen från pedagogiska institutet Ryasan, 1961 och var lärare i engelska i Palkovo. I februari 1962 valdes Jorkina in som medlem i en grupp fem kvinnliga kosmonauter som utbildades för en ensam rymdfärd i en Vostok-farkost. Liksom som flera andra i gruppen hade hon praktiserat fallskärmshoppning som amatör.  År 1963 gifte hon sig med Valeri N. Sergeychik, med vilken hon hade två barn, i strid med Korolyovs regel att kvinnliga kosmonauter måste avstå från att ha barn och endast ägna sig åt rymdprogrammet.
Äran att vara den första kvinnan i rymden gavs slutligen till Valentina Teresjkova, som åkte i en omloppsbana runt jorden i juni 1963 ombord på Vostok 6. Tereshkovas backup var Irina Solovjeva, med Valentina Ponomarjova i en stödjande "andra backup"-roll. Jorkina hade tagits ur planeringen för uppdraget på grund av dåliga resultat i simulatorträningen.
Jorkina ansågs vara en av de minst kompetenta av de fem kvinnliga kosmonauterna, och Kamanin klagade specifikt att hon var "för förtjust i choklad och kakor". Hon ingick ändå i bemanningsplanerna för Voskhod 5, en helt kvinnlig expedition och ett EVA-uppdrag, men endast som andrahandsmedlem i reservgruppen.
När Voskhod-programmet avbrutits arbetade Jorkina vid Gagarin Cosmonaut Training Center och var en av kosmonauterna involverade i utvecklingen av Spiral spaceplane.  Hon lämnade rymdprogrammet den 1 oktober 1969 och aktiv militärtjänst 1989.